# Гариби-и-Ривера, Хосе
Хосе Гариби-и-Ривера (исп. José Garibi Rivera; 30 января 1889, Гвадалахара, Мексика — 27 мая 1972, там же) — первый мексиканский кардинал. Титулярный епископ Росо и вспомогательный епископ Гвадалахары 16 декабря 1929 по 23 декабря 1934. Генеральный викарий архиепархии Гвадалахары с 1 января 1933 по 23 декабря 1934. Титулярный архиепископ Биции и коадъютор архиепархии Гвадалахары с правом наследования с 23 декабря 1934 по 18 февраля 1936. Архиепископ Гвадалахары с 18 февраля 1936 по 1 марта 1969. Кардинал-священник с 15 декабря 1958, с титулом церкви Сант-Онофрио с 18 декабря 1958.